# Каали (кратер)
Ка́али (эст. Kaali kraater) или Ка́алинъярви (фин. Kaalinjärvi) — кратер в Эстонии, образовавшийся на острове Сааремаа в результате падения метеорита 3470—3545 лет назад.

## Описание
Кратер находится в 18 километрах от Курессааре в лесу возле деревни Каали, он окружён земляным валом 16-метровой высоты, имеющим в диаметре 110 метров. В округе имеется, кроме того, ещё восемь кратеров меньшего размера, от 15 до 40 метров в диаметре.
Среди местного населения бытуют этиологические предания о причинах возникновения кратера. Так, согласно одному из них, на этом месте стояла церковь, которая провалилась под землю, когда в ней обвенчались брат и сестра. По другой версии, на этом месте после разнузданной оргии земля поглотила некоего помещика вместе с его поместьем и компанией.
В XVIII и XIX веках появились гипотезы о вулканическом извержении и доисторическом водном резервуаре. Наконец в 1937 году геологом И. Рейнвальдом были обнаружены обуглившиеся остатки дерева и обломки метеорита с содержанием никеля 8,3 %, что стало явным доказательством падения железного метеорита.
Дальнейшие исследования дополнили картину. Так, предполагается, что метеорит массой от 400 до 10000 тонн вошёл в земную атмосферу с северо-востока со скоростью от 15 до 45 км/с, и, теряя в массе из-за трения атмосферы, на высоте 5—10 км распался на несколько фрагментов. Обломок, имевший массу 20—80 тонн и летевший со скоростью 10—20 км/с, образовал самый большой кратер; восемь меньших стали результатом падения остальных обломков.

## Галерея

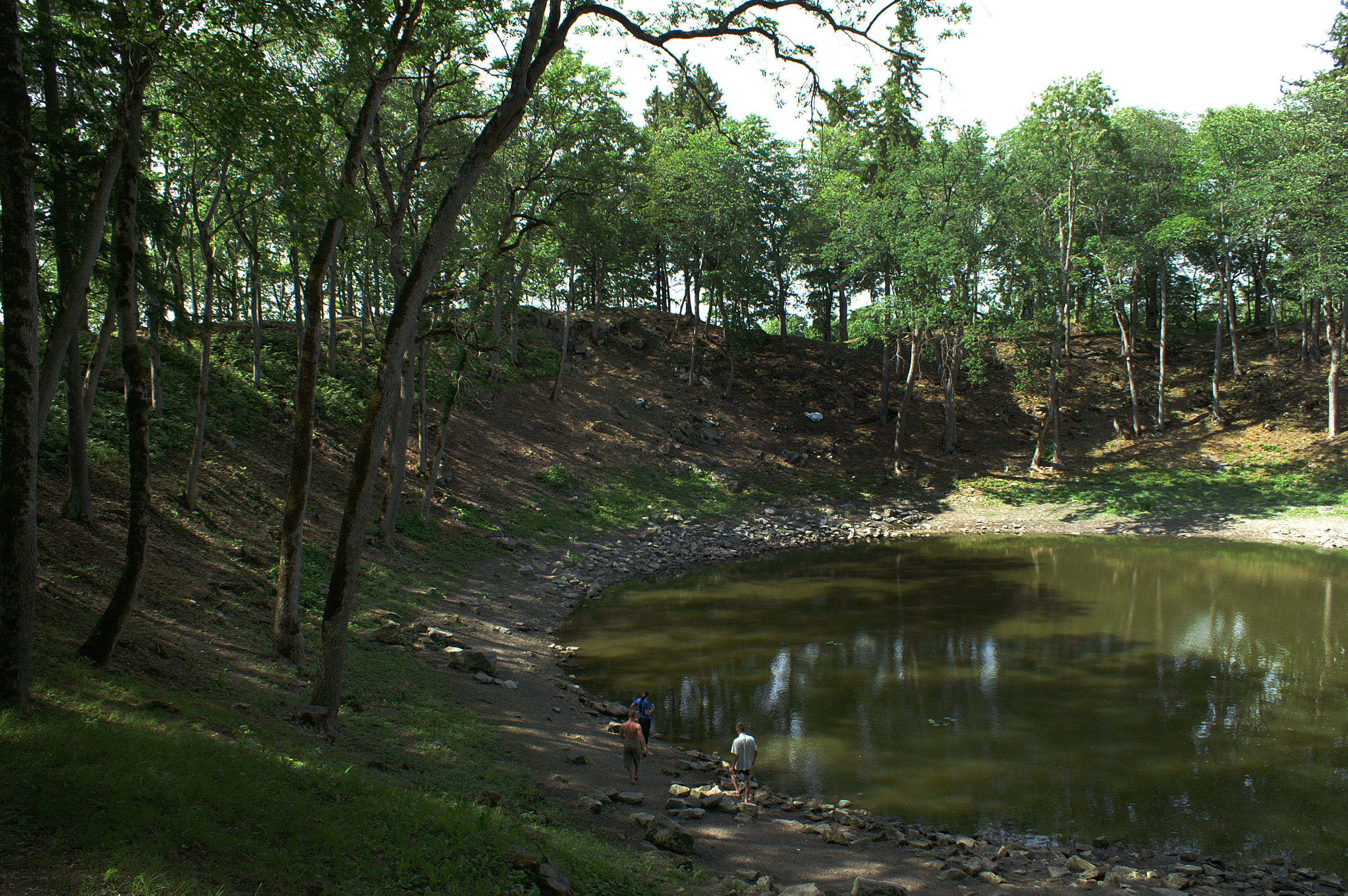
Кратер Каали в 2006 году
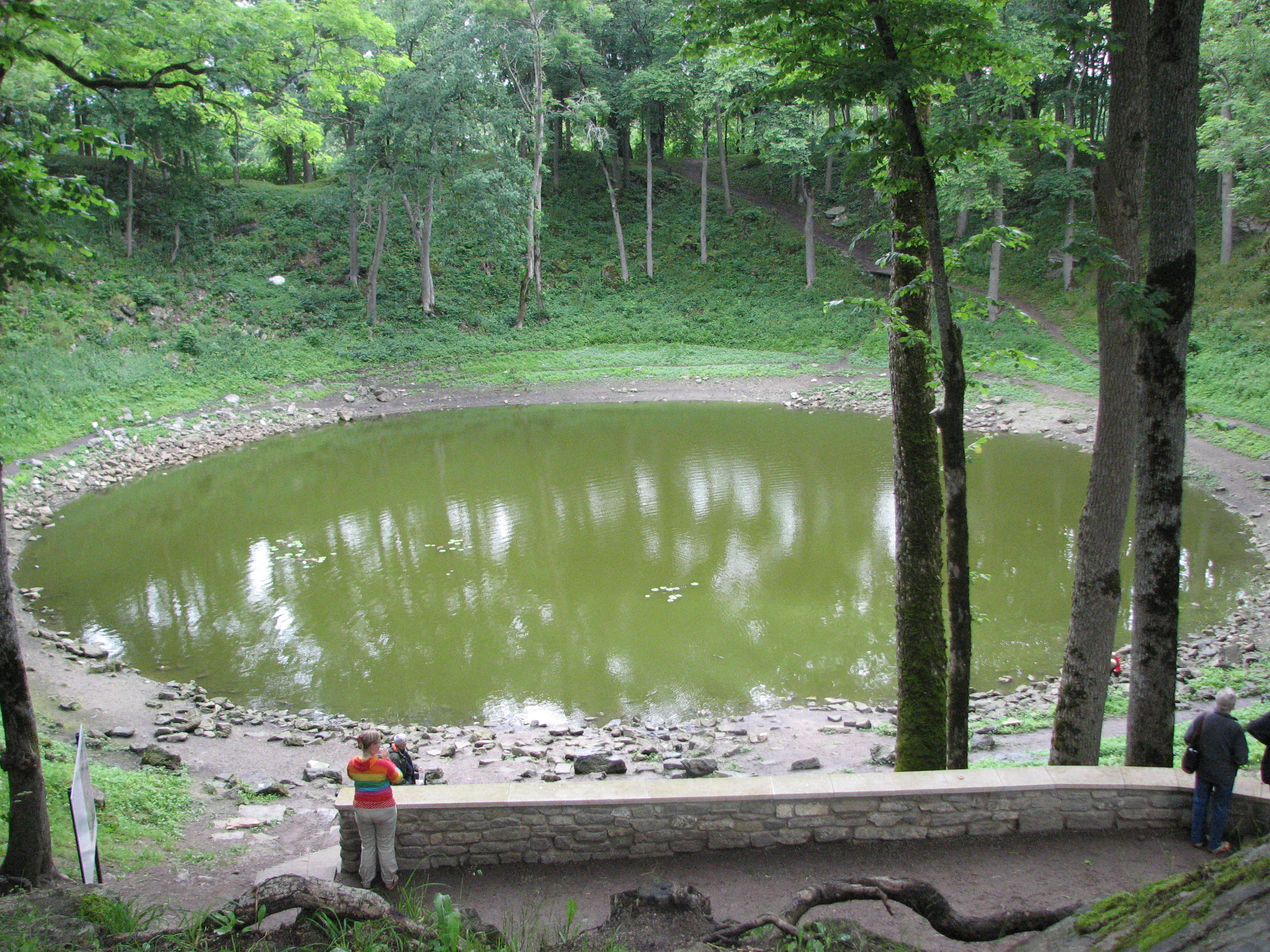
Кратер Каали в 2007 году
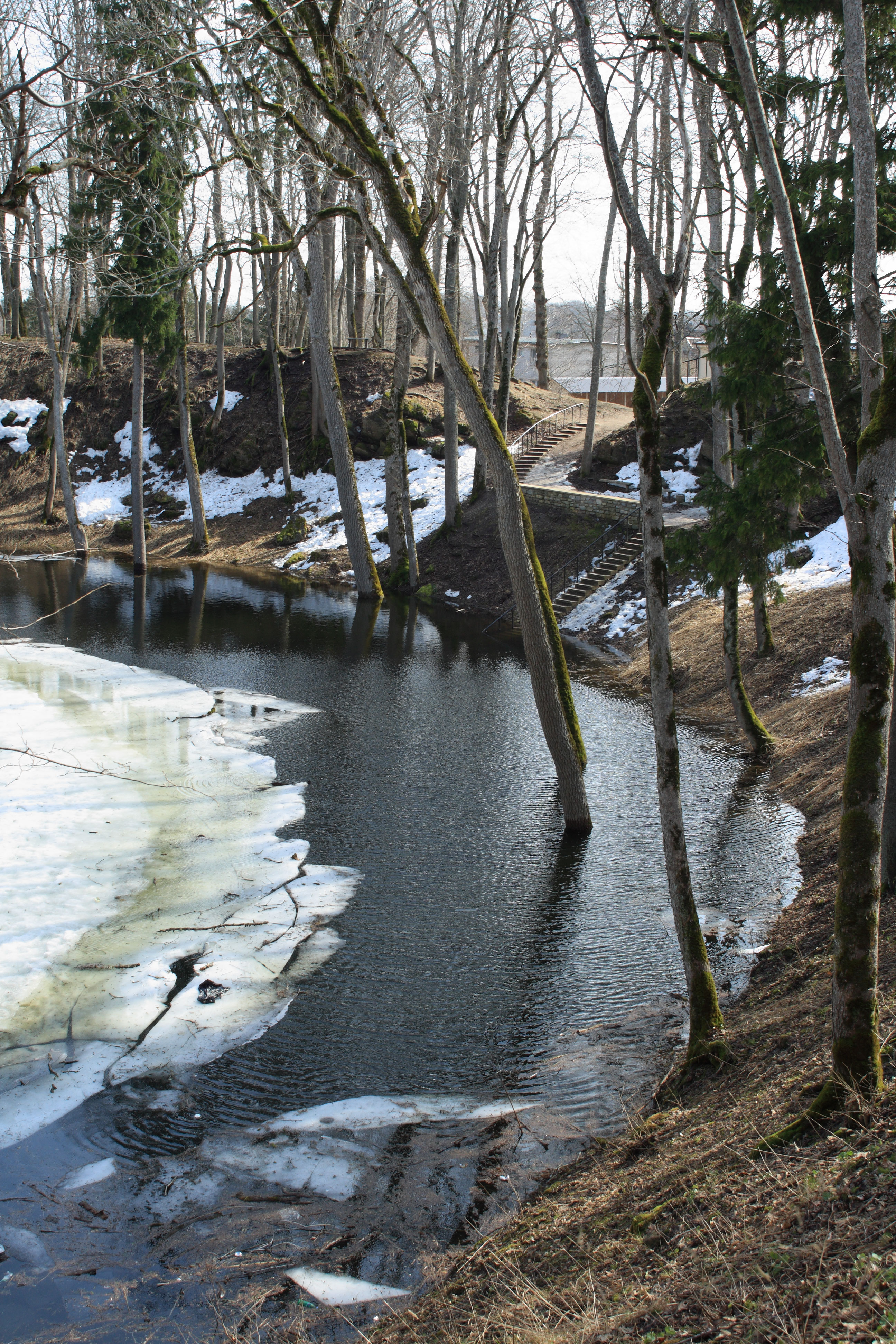
Кратер в 2010 году
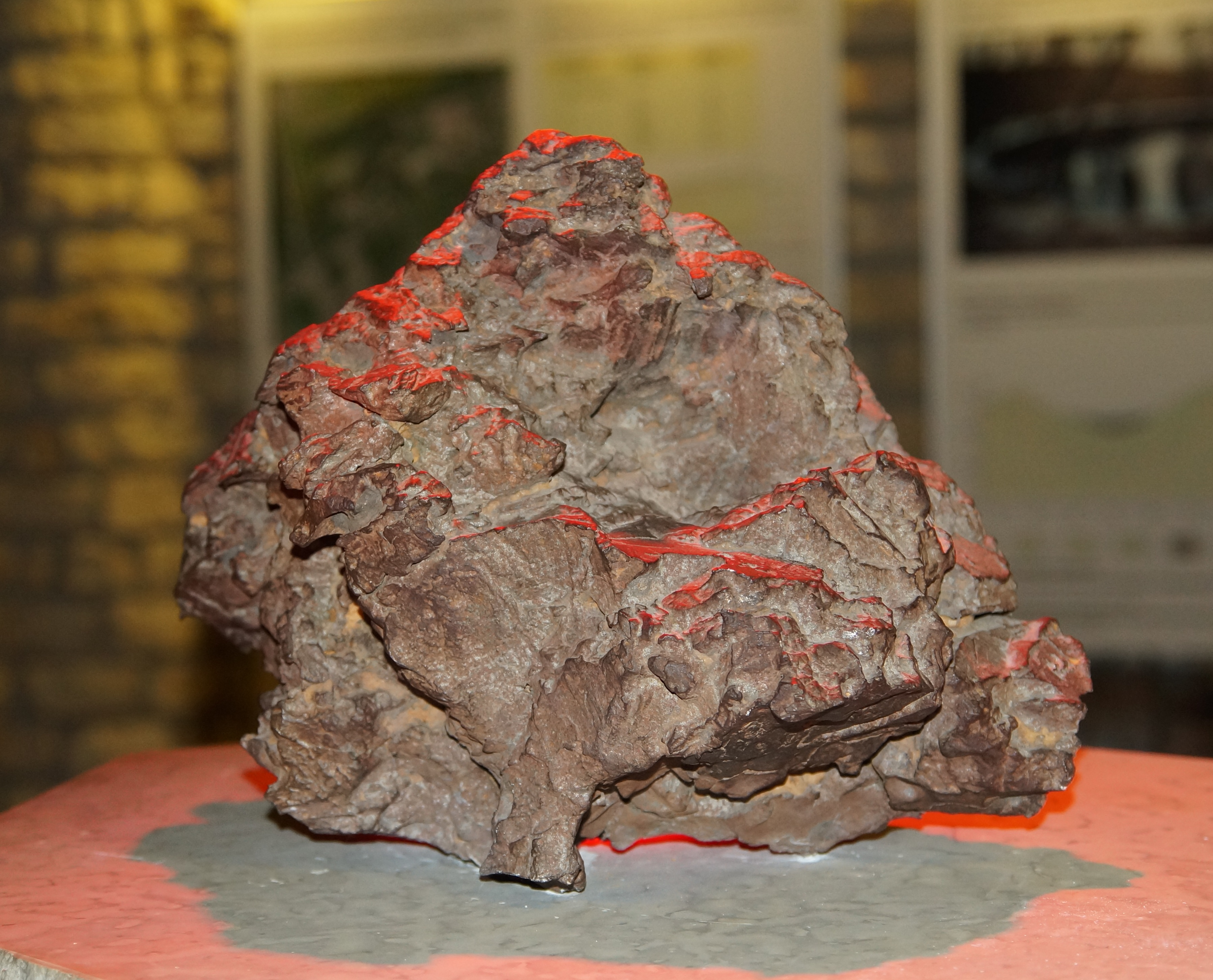
Обломок метеорита в музее Каали
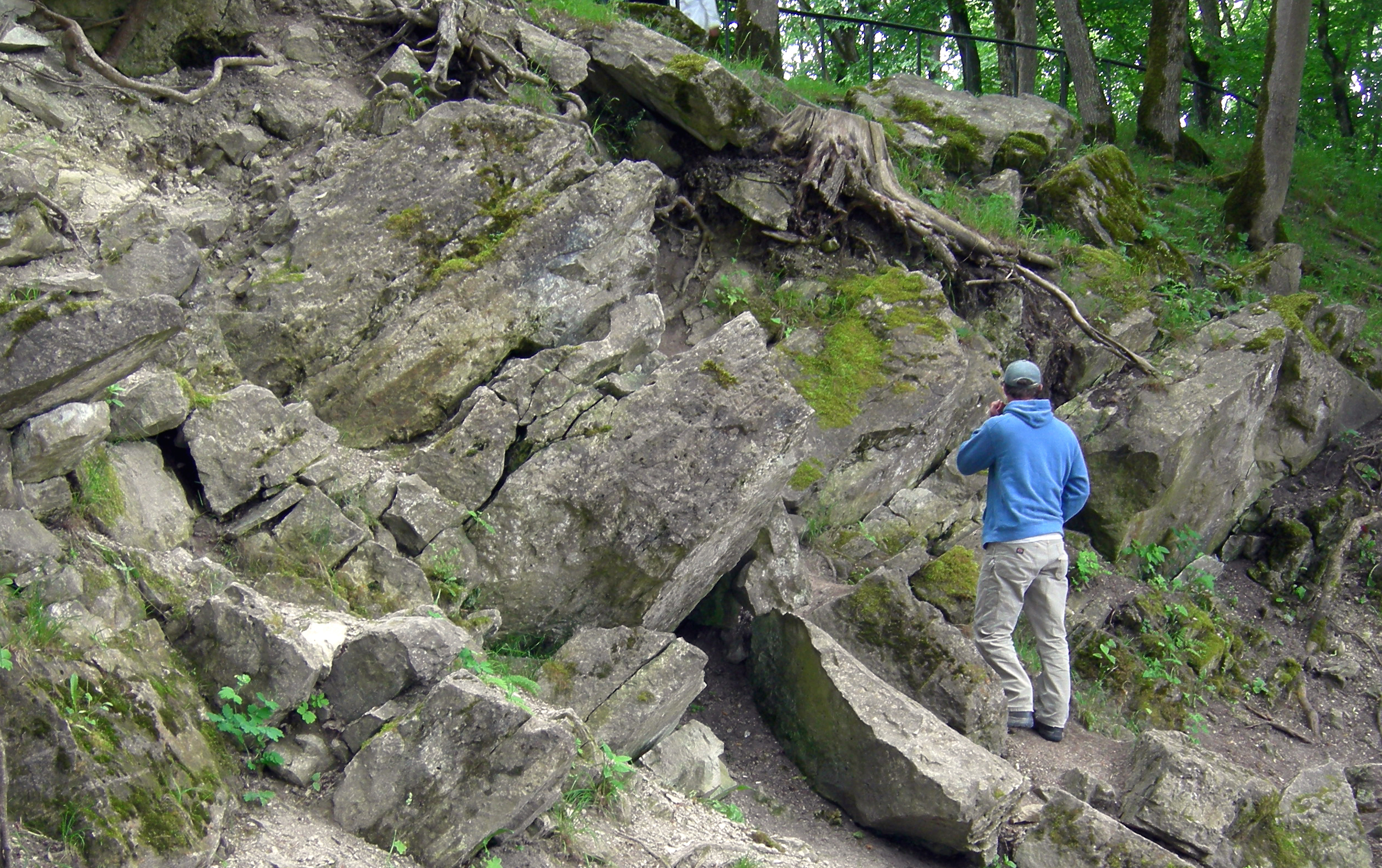
Выброшенные из главного кратера обломки доломитовой породы